# Jiburo
Pour plus de détails, voir Fiche technique et Distribution.
Jiburo (hangeul : 집으로… ; RR : Jibeuro…) est une comédie dramatique sud-coréenne écrite et réalisée par Jee Jeong-hyang, sortie en 2002.

## Synopsis
Sang-woo est un petit garçon coréen de 7 ans, fils unique capricieux et absorbé dans ses jeux vidéo. Il est élevé par sa mère qui est seule à Séoul. Durant les vacances, elle doit confier son fils à sa grand-mère afin de se consacrer à la recherche d'un nouvel emploi. L'enfant va se retrouver dans un village isolé, chez une très vieille femme muette qu'il ne connaît pas et qui mène une vie si éloignée des années 2000 qu'on pourrait se croire revenu au XIXe siècle. Sang-woo accepte difficilement ce dépaysement d'autant plus que la grand-mère se montre très énigmatique pour lui. Le premier mouvement du garçon est de la rejeter, la traitant de vieille demeurée ou de pauvre folle et lui jouant de mauvais tours.
Peu habitué à la convivialité, Sang-woo a beaucoup de mal à trouver des amis parmi les quelques enfants du village en contrebas de la maison, il aimerait pourtant faire de la jolie Hae-yeong son amie sans savoir malheureusement comment s'y prendre. Sa nouvelle vie s'écoule cahin-caha, à un rythme d'une lenteur ancestrale et, par obligation et une sollicitude qui commence à le toucher, il commence à se rapprocher de sa grand-mère. Il se rend compte peu à peu que cette dernière l'aime beaucoup et finalement sa bonté va transformer le garçon.

## Fiche technique
- Titre original : 집으로…
- Titre international : The Way Home
- Titre français : Jiburo
- Réalisation : Jee Jeong-Hyang
- Scénario : Jee Jeong-hyang
- Décors : Sin Jeom-hui
- Costumes : Song Eun-gyeong
- Photographie : Yun Heung-sik
- Montage : Kim Sang-bum et Kim Jae-bum
- Musique : Kim Dae-hong et Kim Yang-hee
- Production : Wang Jae-woo et Whang Woo-hyun
- Société de production : Tube Entertainment
- Société de distribution : CJ Entertainment
- Pays d'origine : Corée du Sud
- Langue originale : coréen
- Format : couleur - 1.85 : 1 - 35 mm
- Genre : comédie dramatique
- Durée : 87 minutes (1h 27)
- Dates de sortie :
  -  Corée du Sud : 5 avril 2002
  -  Canada : 8 septembre 2002 (Festival international du film de Toronto)
  -  France : 5 juillet 2005 (Festival Paris Cinéma), 28 septembre 2005

## Distribution
- Kim Eul-boon : la grand-mère
- Yoo Seung-ho : Sang-woo
- Dong Hyo-hee : la mère de Sang-woo
- Yim Eun-kyung : la petite fille

## Box-office
| Pays ou région | Box-office        | Date d'arrêt du box-office | Nombre de semaines |
| -------------- | ----------------- | -------------------------- | ------------------ |
| Corée du Sud   | 4 091 000 entrées | —                          | 11                 |
| France         | 38 582 entrées    | —                          | —                  |

## Distinctions

### Récompenses
- Festival Pacific Meridian : Grand Prix
- Festival de Saint-Sébastien 2002 :
  - Meilleur nouveau réalisation - Mention spéciale pour Lee Jeong-hyang, Wang Jae-woo et Whang Woo-hyun
  - Prix SIGNIS Future Talent pour Lee Jeong-hyang
- Grand Bell Awards 2002 :
  - Meilleur film pour Lee Jeong-hyang
  - Meilleur scénario pour Lee Jeong-hyang
- Castellinaria International Festival of Young Cinema 2003 : Bronze Castle pour Lee Jeong-hyang
- Baek Sang Art Awards 2003 : Meilleur film pour Lee Jeong-hyang
- Young Artist Awards 2003 : Meilleure prestation dans un film international pour Yoo Seung-ho

### Nominations
- Festival international du film de Toronto 2002 : « Compétition officielle »
- Festival de Cannes - Écrans Juniors[Quand ?] : « Compétition officielle »
- Festival international du film de La Rochelle[Quand ?] : « Compétition officielle »
- Hong Kong Film Awards 2003 : Meilleur film asiatique pour Lee Jeong-hyang

## Autour du film
- La vieille femme qui joue la grand-mère a été trouvée après de longues recherches par la réalisatrice dans la campagne coréenne, elle n'avait elle-même jamais vu un film de sa vie mais devint rapidement une comédienne d'un grand talent[3]
- Le film a eu un très grand succès en Corée du Sud en 2002, les deux acteur principaux sont devenus vite très célèbres et les journaux sud-coréens ont pu titrer : « La nouvelle star de cinéma la plus jeune et la plus vieille dans le même film ! »[réf. souhaitée].

### Internet
- Dossier pédagogique sur Jiburo sur École et cinéma de la Somme
- [PDF] Fiche descriptive et étude sur Festival du film de Clermont-Ferrand
- [PDF] Cahier pédagogique sur Rencontres internationales Henri Langlois